# فیدس ۳۷
سیارک ۳۷ (به انگلیسی: 37 Fides) سی و هفتمین سیارک کشف شده‌است که در ۵ اکتبر ۱۸۵۵ و در دوسلدورف کشف شد.
قدر مطلق سیارک برابر ۷٫۲۹ است.